# TAM Aviação Executiva
TAM Aviação Executiva é uma companhia aérea brasileira de aviação executiva, da família Amaro (acionistas da LATAM Airlines Group).
Em 31 de Agosto de 2010, a TAM informou que a empresa TAM Aviação Executiva não está inserida no acordo de união entre a companhia aérea brasileira e a chilena LAN Airlines por não ser uma subsidiária da holding TAM S.A. - "A TAM Aviação Executiva é e continuará sendo 100% controlada pela família Amaro", informou a TAM em comunicado à imprensa. "Toda a estrutura de gestão da empresa permanece inalterada", acrescentou.
A TAM Aviação Executiva diz ser líder na venda de jatos executivos no Brasil e vice-líder em serviços aéreos particulares. A empresa é representante exclusiva no Brasil de aviões Cessna, desde 1982, e da fabricante de helicópteros Bell Helicopter, desde 2004.